# Консейсан, Сержиу
Се́ржиу Па́улу Марсене́йру да Консейса́н (порт. Sérgio Paulo Marceneiro da Conceição, португальское произношение: [ˈsɛɾʒiu kõsɐjˈsɐ̃w]; род. 15 ноября 1974, Коимбра) — португальский футболист, завершивший карьеру в 2009 году, позже — тренер. Отец футболиста Франсишку.

## Карьера

### Клубная
Родившийся в Коимбре, Консейсан начал играть в футбол с 12 лет за молодёжный футбольный клуб «Академика де Коимбра». Профессиональную карьеру Консейсан начал в клубах 2-го дивизиона: «Пенафиел» и «Леса», после чего в 1996 году перешёл в «Порту», где играл 2 года на позиции правого полузащитника и своими голами и голевыми передачами помог клубу выйти в финал Кубка Португалии.
В 1998 году «Лацио» купило Консейсана за 11,2 млн евро. За итальянский клуб он играл два года, и в июле 2000 года перешёл в «Парму». Во время зимних трансферов 2001 года Консейсан подписал контракт с «Интером». За два года в 41 матче забил один гол. В 2003 году «Лацио» снова подписал контракт с Консейсаном — до 2004 года. После семи сыгранных матчей перешёл в «Порту».
В 2004 году Консейсан перешёл в бельгийский клуб «Стандард». В сезоне 2004/05 он стал лучшим игроком команды. В 2007 году «Стандард» проиграл финал Кубка Бельгии, и Консейсан перешёл в клуб «Аль-Кадсия». Целый сезон играл в резервном составе и принял участие только в последних семи матчах. В 2008 году подписал 18-месячный контракт с греческим клубом ПАОК. В сезоне 2008/09 стал капитаном клуба, а по окончании контракта закончил свою футбольную карьеру.

### В сборной
Сержиу Консейсан провёл 56 матчей и забил 12 голов за национальную сборную Португалии. Дебютировал в матче с Украиной 19 ноября 1996 года, в котором со счётом 1:0 Португалия выиграла у себя дома квалификационный раунд Кубка мира. Последним матчем Консейсана за сборную Португалии был матч с Испанией в сентябре 2003 года, в котором Португалия проиграла счётом 3:0.
В 2003 году завершил карьеру в сборной.

### Тренерская
В 2012 года Консейсан стал главным тренером португальского клуба «Ольяненсе», который спас от вылета из дивизиона, а через год стал тренером в «Академике де Коимбра» — в клубе, в котором начинал свою футбольную карьеру.
8 декабря 2016 года Консейсан возглавил «Нант». Контракт был подписан на 2 года. 29 апреля 2017 продлил контракт с «Нантом» до 30 июня 2020 года. 6 июня 2017 года покинул «Нант» по собственному желанию.
8 июня 2017 года назначен главным тренером «Порту». Контракт был подписан на 2 года.
30 декабря 2024 года Консейсан был назначен главным тренером «Милана», подписав контракт сроком на полтора года.

## Тренерская статистика
| Клуб                 | Начало работы    | Завершение работы | Показатели | Показатели | Показатели | Показатели | Показатели |
| Клуб                 | Начало работы    | Завершение работы | М          | В          | Н          | П          | %          |
| -------------------- | ---------------- | ----------------- | ---------- | ---------- | ---------- | ---------- | ---------- |
| Ольяненсе            | 2 января 2012    | 7 января 2013     | 34         | 10         | 13         | 11         | 029,41     |
| Академика            | 8 апреля 2013    | 30 июня 2014      | 39         | 13         | 11         | 15         | 033,33     |
| Брага                | 1 июля 2014      | 30 июня 2015      | 45         | 24         | 9          | 12         | 053,33     |
| Виктория (Гимарайнш) | 23 сентября 2015 | 30 июня 2016      | 31         | 8          | 10         | 13         | 025,81     |
| Нант                 | 8 декабря 2016   | 30 июня 2017      | 26         | 13         | 5          | 8          | 050,00     |
| Порту                | 1 июля 2017      | 30 июня 2024      | 368        | 265        | 48         | 55         | 072,01     |
| Милан                | 30 декабря 2024  | 29 мая 2025       | 31         | 16         | 5          | 10         | 051,61     |
| Итого                | Итого            | Итого             | 574        | 349        | 101        | 124        | 060,80     |

## Достижения

### В качестве игрока
«Порту»
- Чемпион Португалии (3): 1996/97, 1997/98, 2003/04
- Обладатель Кубка Португалии: 1997/98
- Обладатель Суперкубка Португалии: 1997

«Лацио»
- Чемпион Италии: 1999/2000
- Обладатель Кубка Италии (2): 1999/00, 2003/04
- Обладатель Суперкубка Италии: 1998
- Обладатель Кубка обладателей кубков УЕФА: 1998/99
- Обладатель Суперкубка УЕФА: 1999

### В качестве тренера
«Порту»
- Чемпион Португалии (3): 2017/18, 2019/20, 2021/22
- Обладатель Кубка Португалии (4): 2019/20, 2021/22, 2022/23, 2023/24
- Обладатель Кубка португальской лиги: 2022/23
- Обладатель Суперкубка Португалии (3): 2018, 2020, 2022

«Милан»
- Обладатель Суперкубка Италии: 2024

### Личные
- Футболист года в Бельгии: 2005
- Тренер сезона в Примейра-лиге (3): 2017/18, 2019/20, 2021/22
- Тренер месяца в Примейра-лиге (6): октябрь/ноябрь 2018[9], декабрь 2018[10], февраль 2020[11], декабрь 2020, декабрь 2021, март 2022